# MV Arctic Sea
L'MV Arctic Sea és un vaixell mercant de càrrega que va desaparèixer entre finals de juliol i a mitjan agost de 2009 durant el seu trajecte entre Finlàndia i Algèria. El vaixell és propietat de l'empresa Arctic Sea Ltd., amb seu a Malta, i l'opera Solchart Management AB, amb seu a Hèlsinki.
El 24 de juliol de 2009, l'Arctic Sea fou abordat al mar Bàltic entre les illes d'Öland i Gotland, quan portava un carregament de fusta. No es va informar immediatament de l'incident, i es van perdre tots els contactes amb el vaixell entre el 30 i el 31 de juliol, quan havia d'arribar al port de Bugia, a Algèria. El 14 d'agost es va informar a l'opinió pública que el vaixell era prop de les illes del Cap Verd, i el 17 d'agost fou abordat per un buc de la Marina de Rússia.

## Incident
El vaixell, amb una tripulació de 15 persones de nacionalitat russa, transportava fusta per valor de més de 1,3 milions d'euros des de la ciutat de Jakobstad, a Finlàndia, a Bugia, Algèria. Els 6.700 metres cúbics de fusta serrada s'havien venut a una aliança d'empreses formada per Stora Enso Oyj i UPM-Kymmene Oyj. El buc era prop de Gotland, a Suècia, quan presumptament fou abordat a les primeres hores del 24 de juliol de 2009 per un grup d'entre vuit i deu homes que s'hi van apropar amb un bot inflable indicant que eren policies. En un primer moment, el propietari del buc va afirmar que havia parlat amb el capità del vaixell, que li havia dit que els intrusos deien ser policies, que van detenir la tripulació, van buscar pel vaixell i se n'havien anat ferint alguns membres de la tripulació. El govern suec va confirmar que cap força policial havia intervingut en l'abordatge del mercant i que s'obriria una investigació
Tanmateix, els informes posteriors al descobriment del vaixell van indicar que bona part de la informació sobre el segrest, inclosa la notícia que els segrestadors havien abandonat el vaixell el 24 de juliol, provenia de declaracions de la tripulació sota coacció o era informació oferta deliberadament erròniament per part de les autoritats. Així, un portaveu de la Comissió Europea va dir que el vaixell no tenia res a veure amb actes de pirateria o robatoris armats al mar.

### Desaparició
La British Maritime and Coastguard Agency va contactar per últim cop per ràdio amb el buc quan creuava el Pas de Calais, el 28 de juliol. La comunicació no va mostrar res estrany, malgrat que les autoritats britàniques creuen que la tripulació era sota coacció per no cridar l'atenció. El buc va continuar enviant el senyal d'identificació automàtic fins al 30 de juliol. Un portaveu de la policia sueca va confirmar que un dels seus investigadors va contactar per telèfon amb un membre de la tripulació el 31 de juliol, però es va negar a revelar la seva naturalesa. No hi va haver cap comunicació més amb el vaixell fins que es va avisar que la nau no havia arribat a Bugia quan era previst, el 5 d'agost. L'últim senyal de l'Arctic Sea fou recollit pels radars costaners prop de Brest, a França. Dies més tard, un avió guardacostes portuguès va observar el vaixell prop de la costa de Portugal; tanmateix, en no ser vist creuant l'Estret de Gibraltar, la Interpol va emetre una alerta per segrest el 3 d'agost.
La marina russa va enviar vaixells de guerra de la seva flota del mar Negre per tal de trobar el buc, i Portugal va organitzar una operació similar.

### Descobriment
El 14 d'agost es va veure el buc prop de Cap Verd. La fragata russa Ladny de classe Krivak es va dirigir a la zona per detenir-lo, mentre un oficial militar anònim va avisar que s'havia trobat el buc, però que la ubicació es mantenia en secret per motius de seguretat.
El ministre de Defensa rus va anunciar el 17 d'agost que s'havia trobat el buc davant de les illes de Cap Verd, que els 15 membres de la tripulació estaven bé i que havien estat traslladats a la fragata russa Ladny per ser interrogats. L'ambaixador rus a l'OTAN, Dmitri Rogozin, va informar que el 17 d'agost es va subministrar deliberadament informació falsa als mitjans de comunicació per no posar en perill les operacions que s'estaven duent a terme. Posteriorment, es va traslladar la tripulació en avió fins as Moscou, i el vaixell es va dirigir al mar Negre.

### Investigacions
El 15 d'agost, la policia finlandesa va emetre una declaració sobre la seva investigació, en cooperació amb les autoritats de Malta i Suècia. La policia va confirmar que s'havia exigit un rescat, però no en va revelar detalls, citant possibles amenaces a la vida i la seguretat dels tripulants. Els propietaris del buc van al·legar que no havien rebut cap demanda de rescat. El responsable de seguretat rus de l'agència d'assegurances Renaissance Insurance Group va informar a la premsa el 18 d'agost que havia rebut una trucada telefònica d'una persona a la seva oficina el 3 d'agost on afirmava trucar en nom dels segrestadors i exigia 1,5 milions d'euros o enfonsarien el vaixell i matarien la tripulació.
Després del descobriment de l'embarcació, les autoritats marítimes malteses van declarar que un comitè de seguretat maltès, finès i suec coneixia la ubicació del buc en tot moment però que van retenir la informació per protegir la tripulació.
El 18 d'agost el ministre de Defensa rus va anunciar que s'havia detingut vuit segrestadors. Tots els segrestadors aparentment eren membres del crim rus organitzat, quatre dels quals ciutadans d'Estònia, dos d'Estònia i els dos restants de Rússia. Segons el ministre de Defensa rus, els segrestadors es van apropar al buc el 24 de juliol en una llanxa inflable amb motor avisant d'un suposat problema, i els van pujar a bord. La nit del 18 d'agost, cap membre de la tripulació es va posar en contacte amb les seves famílies, i les sol·licituds d'informació i la identitat dels ciutadans detinguts per autoritats de Letònia i Estònia van romandre sense resposta. També es va informar que no només s'havia detingut els segrestadors, sinó que també els membres de la tripulació. Les autoritats russes van negar qualsevol reclamació.
Segons el dret internacional, les persones detingudes en aigües internacionals són jutjades segons les lleis del país que les deté, i segons els acords diplomàtics entre Rússia i els països bàltics, el país que exerceix l'arrest té tres dies per notificar la detenció al país del detingut. El 24 de març de 2011, un tribunal rus va dictar sentències d'entre 7 i 12 anys per als acusats.